# Wonotoro
Wonotoro is een bestuurslaag in het regentschap Probolinggo van de provincie Oost-Java, Indonesië. Wonotoro telt 728 inwoners (volkstelling 2010).